# Melandrya parallela
Melandrya parallela là một loài bọ cánh cứng trong họ Melandryidae. Loài này được Nomura & Katô miêu tả khoa học năm 1968.